# Habanot Nechama
Habanot Nechama (en hebreu: הַבָּנוֹת נֶחָמָה) (traduïble al català com a "Les noies del comfort" o "Les filles del consol") és una grup musical de folk israelià. El grup es compon de tres vocalistes femenines: Karolina, Dana Adini, i Yael Deckelbaum.
Són principalment conegudes pel seu àlbum debut, que esdevingué de platí (més de 40.000 discos venuts) a Israel, i per la seva exitosa cançó «So Far».

## Història
Habanot Nechama es va formar el 2004 a Tel-Aviv. Es van conèixer a una botiga de roba local on van despertar les seves frustracions amb les seves carreres i van decidir formar la banda poc després. Karolina va nomenar la banda Habanot Nechama (traduïble com a “Les dones del comfort”) per la tranquil·litat que els treball entre elles els proporcionava.
El seu àlbum de debut, autoeditat, es va publicar l'agost del 2007 a Israel, on va es va convertir en disc d'or en tres setmanes i de platí poc després. L'àlbum té cançons en hebreu i anglès. El seu so va ser descrit com "reggae-soul-folk". Després de l'èxit de l'àlbum, van estar cantant en escenaris, tot fent gira per Israel i actuant a diversos festivals d'estiu d'Europa i finalment als Estats Units, on van actuar al Radio City Music Hall i al Kodak Theatre pel 60è aniversari d'Israel.

## Discografia
| Títol           | Any  | Discogràfica    |
| --------------- | ---- | --------------- |
| Habanot Nechama | 2007 | Helicon Records |

## Premis i nominacions
| Any  | Premi                                 | Categoria            | Nominació       | Resultat  |
| ---- | ------------------------------------- | -------------------- | --------------- | --------- |
| 2017 | Premis del Canal Musical Israelià     | Millor nova actuació | Habanot Nechama | Nominat   |
| 2017 | Revista DJ Ha'ir                      | Actuació de l'any    | Habanot Nechama | Guanyador |
| 2017 | premis ACUM (premis israelians ASCAP) | Cançó de l'any       | So far          | Guanyador |

## Projectes en solitari
Les tres membres del grup tenen altres projectes musicals en solitari. Karolina ha actuat amb Lauryn Hill, The Black Eyed Peas i Erykah Badu a Israel i comença a enregistrar el seu propi àlbum en solitari. Dana Adini també és actriu, especialment coneguda pel seu paper al programa de culte israelià, Hashir Shelanu i, el 2007, CMJ la va escollir per actuar a la seva marató musical a Nova York. Yael Deckelbaum es troba en una altra banda anomenada Yael and the Palm Trees que actua regularment a Tel-Aviv. Les tres vocalistes estan en converses per a publicar en conjunt un segon àlbum.